# Gonomyia subaffinis
Gonomyia subaffinis är en tvåvingeart som beskrevs av Alexander 1968. Gonomyia subaffinis ingår i släktet Gonomyia och familjen småharkrankar. Inga underarter finns listade i Catalogue of Life.